# Walla Walla County
Walla Walla County je okres ve státě Washington ve Spojených státech amerických. K roku 2010 zde žilo 58 781 obyvatel. Správním městem okresu je Walla Walla. Celková rozloha okresu činí 3 364 km².